# Ауронцо ди Кадоре
Ауро̀нцо ди Кадо̀ре (на италиански: Auronzo; на ладински: Aurònžo, Ауронжо) е малко градче и община в Северна Италия, провинция Белуно, регион Венето. Разположено е на 866 m надморска височина. Населението на общината е 3388 души (към 2014 г.).